# Jamal (Band)
Jamal ist ein seit 1999 mit einer Pause von 2001 bis 2004 bestehendes polnisches Musikerduo aus Radom. Es verbindet in seiner Musik Elemente des Hip-Hop, des Raggamuffin und des Reggae mit solchen der Weltmusik und des Jazz.

## Werdegang
Jamal besteht aus dem Sänger Tomek „Miód“ Mioduszewski und dem Produzenten Łukasz Borowiecki. Mioduszewski spielte zunächst in verschiedenen Metal-Bands. 2001 schloss er sich der Reggaeband Le Illjah an, mit der er den ersten Preis beim Reggaefestival in Ostróda gewann.
Borowiecki besuchte die staatliche Musikschule „Oskar Kolberg“ in Radom, wo er Bass und Keyboard lernte. Seit 2001 setzt er die Ausbildung an der Jazzabteilung der staatlichen Musikschule „Fryderyk Chopin“ in Warschau fort.
2005 veröffentlichten die beiden bei EMI ihre erste CD mit dem Titel Rewolucje. 2008 erschien dann Urban Discotheque.
Auf ihrem Album Rhythms & Hymns (2007) verwendeten Mattafix Jamals Lied Warto to przetrwać als Grundlage für den Song Freeman.

## Diskografie

### Alben
- 2005: Rewolucje
- 2008: Urban Discotheque
- 2013: Miłość

#### Kompilationen
- 2006: Prosto Mixtape Deszczu Strugi

### Singles
- 2005: Policeman
- 2005: Tubaka
- 2009: Pull Up
- 2009: Słońca łan
- 2012: Defto
- 2013: Peron